# Casa Vicens

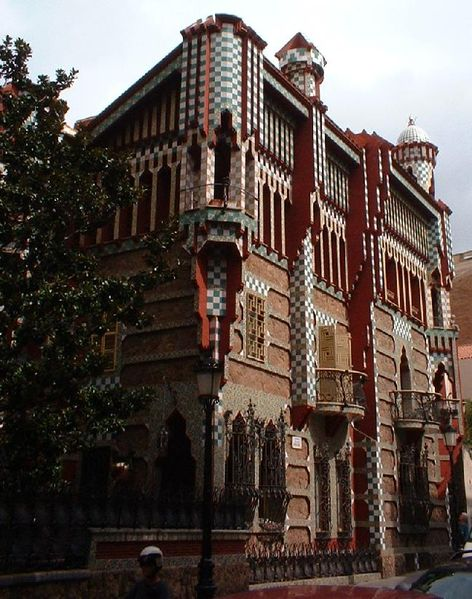
A Casa Vicens

A Casa Vicens (1883-1888) é uma casa de verão desenhada por Antoní Gaudí, encomendada pelo dono de uma fábrica de tijolos e fabricante de azulejos, Manuel Vicens. Fica localizada na Calle les Carolines, nº 24, na cidade de Barcelona, na Espanha.
O jovem arquitecto não tinha ainda nenhuma experiência prática, e, quando Gaudí começou a construção do edifício, em 1883, já atrasada, antes apenas executara trabalhos no domínio das obras públicas, não tendo, por isso, nenhuma experiência na construção de casas de habitação. Além disso, não se tratava duma tarefa fácil, pois o terreno não era grande e a casa ia integrar-se num ambiente de construções relativamente convencionais.
Foi a primeira grande obra de Gaudí e ergue-se, como um palácio dos contos de As Mil e Uma Noites, mas, na verdade, trata-se até de uma casa bastante pequena. Passaram dez anos entre a adjudicação da empreitada e a conclusão da obra, mas, na realidade, trabalhou-se apenas cinco anos - muito pouco tempo para os resultados alcançados. Nesta construção, assiste-se a uma união entre a tradição burguesa espanhola (usando pedra extremamente barata) e a tradição árabe secular. Gaudí criou algo original ao construir esta casa: começou em estilo espanhol, tornando-se cada vez mais árabe ou talvez até persa, à medida que ia crescendo em altura, sendo difícil definir com exactidão o seu estilo.
Em termos de estrutura arquitectónica, não se pode dizer que esta obra de Gaudí seja algo de espantoso. Pode ser classificada como simples, quando comparada com as estruturas espaciais complexas dos trabalhos efectuados mais tarde por Gaudí.
Os dois pisos dividem-se, devido às paredes principais contínuas, em duas partes sensivelmente iguais. A planta é quase rectangular; apenas na entrada, onde Gaudí projectou um pequeno átrio, a sala de jantar avança um pouco para lá da fachada. Mas mesmo assim, a Casa Vicens já deixa antever que Gaudí era um arquitecto que aliava a imaginação a um estilo próprio. 
A estrutura do edifício ainda é dominada por linhas rectas. Os ladrilhos decorativos e torreões fantásticos mostram ideias que Gaudí não pararia de cultivar. O edifício tem diferentes volumes separados por ângulos num conceito oposto ao de La Pedrera em que predominam as linhas onduladas.
A sala de jantar, a mais sumptuosa, é a mais marcada pela Arte Nova. Os espaços entre as vigas de madeira do tecto são preenchidos por preciosos trabalhos em estuque que representam ramos de cerejeira, enquanto as paredes - em tons de castanho quente - são decoradas com arabescos de hera, e as madeiras dos vãos das portas pintadas com motivos de pássaros.
Algumas partes do interior do edifício apresentam uma certa influência da arquitectura árabe,  especialmente na sala de fumo, que se assemelha bastante a pequenos gabinetes mouriscos. No centro, encontra-se um cachimbo de água, em torno do qual estão colocadas muitas almofadas e sofás. A decoração das paredes, tal como nas exteriores, consiste em azulejos com motivos florais, e os cachos de estalactites, que caem dos tectos, não são de origem árabe. A ornamentação dos tectos mostra plantas e flores com fantásticos contrastes de cor. Na época da construção, a casa tinha um magnífico jardim, que devido à expansão da cidade, veio a reduzir-se cada vez mais, até ao pequeno espaço actual.
A casa Vicens é uma colagem de estilos bem diferentes, toda ela é uma ruptura de estilo, é um bom exemplo de como, através de um mero trabalho da superfície e de uma decoração sumptuosa, é possível transformar uma construção normalíssima num pequeno castelo.
Em 2005, foi tombada pela Unesco como Patrimônio da Humanidade. Em 2007, foi leiloada pelo valor de € 35 milhões e em 2014, foi adquirido pelo Morabanc Grup .